# (7735) Scorzelli
(7735) Scorzelli – planetoida z pasa głównego asteroid okrążająca Słońce w ciągu 4 lat i 212 dni w średniej odległości 2,76 j.a. Została odkryta 31 października 1980 roku w Palomar Observatory przez Schelte Busa. Nazwa planetoidy pochodzi od Rosy Scorzelli (ur. 1940), specjalisty od meteorytów przy Centro Brasileiro de Pesquisas Físicas. Przed nadaniem nazwy planetoida nosiła oznaczenie tymczasowe (7735) 1980 UL1.